# Izquierda Socialista (Francia)
La Izquierda Socialista (en francés:Gauche socialiste) es una corriente interna del Partido Socialista francés, fundada en 1988 por Jean-Luc Mélenchon y Julien Dray en reacción a la "apertura" del gobierno de Michel Rocard a personalidades centristas como Jean-Marie Rausch o Jean-Pierre Soisson. Es el movimiento heredero de la Nueva Escuela Socialista, fundada por las dos mismas personalidades.
La Izquierda Socialista editó el periódico A la Izquierda. En la actualidad publica La Cabeza a la Izquierda.

## Historia

### 1991:Congreso del Arco
Desde entonces, la acción de Marie-Noëlle Lienemann se inscribe en el cuadro de la Izquierda Socialista. En este congreso que permite a los socialistas juntarse para una actualización ideológica, la Izquierda Socialista presenta sus primeros textos y obtiene el 6% de los votos.
La Izquierda Socialista critica la "deriva liberal" del PS. Tiene entre sus filas a Marie-Noëlle Lienemann, ya mencionada, desde 1990, y a Gérard Filoche, desde 1995.

### 1997: el Congreso de Brest
Al día siguiente de la victoria de la izquierda con compromisos que contribuyó mucho a modelar (empleo de jóvenes, 35 horas, mayoría plural), la Izquierda Socialista decide en un contexto poco favorable, de marcar diferencia sobre una cuestión complexa: el futuro de Europa.
La Izquierda Socialista rechaza la lógica del Tratado de Ámsterdam que graba en mármol el pacto de estabilidad y rigor monetario con sus consecuencias sobre el crecimiento y el desempleo. La Izquierda Socialista también insiste en la necesidad de poner en marcha las 35 horas en todas las grandes y pequeñas empresas privadas y públicas. Obtiene el 10.21% de los votos.
Miembros cercanos a la Izquierda Socialista tomando el control del sindicato estudiantil UNEF-ID, que como SOS-Racismo sirven de escuela para la formación de dirigentes. De 1993 a 1995, participan en la mayoría nacional del PS, para luego entrar en la oposición a esta. Pasando desde 1% de los votos del PS, la Izquierda Socialista llegó a obtener hasta el 13.5% en el Congreso de Grenoble, en el 2000.

### La Izquierda Socialista después de 2002
En 2002, la Izquierda Socialista se desmembra después del fracaso electoral del 21 de abril.
Jean-Luc Mélenchon sale de la corriente para formar Nuevo Mundo, junto a Henri Emmanuelli, después de sus encuentros en agosto de 2002. A finales de 2002, la Izquierda Socialista crea la corriente Nuevo Partido Socialista con Arnaud Montebourg, Vincent Peillon y Benoît Hamon. Sin embargo, a partir de abril de 2003, un mes antes del Congreso de Dijon, la Izquierda Socialista se alía con la mayoría alrededor de François Hollande. Ciertos miembros de la Izquierda Socialista, como Gerard Filoche están en desacuerdo con esta alianza, y se quedan en la corriente Nuevo Partido Socialista.
En 2005, después del Referéndum de mayo sobre la Constitución Europea, y el anuncio del congreso anticipado de Le Mans, suceden nuevas salidas en el movimiento: Laurence Rossignol, Samia Ghali, para unirse a la moción Encuentro a la Izquierda, de Laurent Fabius.

### La Izquierda Socialista en 2007
Julien Dray siendo el porta-voz y consejero de Ségolène Royal, una vieja franja de la Izquierda Socialista participa activamente de la campaña de Royal, sobre todo a través de la asociación Deseo de futuro, y la Segosphere.

## Mociones en Congresos del MJS
La Izquierda Socialista propuso junto a Utopía, ERASME y JUSTICE la moción C "Por un futuro a la izquierda, demos esperanza" que obtuvo 12% de los votos en el Congreso de París (2005) del MJS.